# Pietro Terziani
Pietro Terziani (Roma, febbraio 1763 – Roma, 5 ottobre 1831) è stato un compositore italiano.
Studiò musica dapprima nella propria città con il compositore Giovanni Battista Casali e poi dal 1780 a Napoli, al Conservatorio di Sant'Onofrio sotto la guida di Carlo Cotumacci e Giacomo Insanguine. Successivamente tornò a Roma per perfezionarsi sempre con il Casali nella musica a cappella. Nel 1784 fu ammesso all'Accademia Filarmonica di Bologna dopo aver composto un'antifona a quattro parti; nello stesso anno entrò anche nella Congregazione di Santa Cecilia di Roma, dove fu attivo come funzionario dal 1797 al 1803. Ivi debuttò come operista nel 1785 con Il geloso imprudente. Nel 1797, quando Napoleone invase l'Italia si stabilì a Vienna, dove rimase sino alla caduta di quest'ultimo. Successivamente tornò a Roma nel 1816, dove fu nominato maestro di cappella presso la Cappella musicale Pia Lateranense della Basilica di San Giovanni in Laterano e successivamente occupò la stessa posizione nella Chiesa del Gesù, in quella di Sant'Ignazio di Loyola a Campo Marzio e in quella San Silvestro in Capite. Fino alla morte egli si dedicò esclusivamente alla composizione di musica sacra.
Durante il soggiorno viennese sposò Marianna Steinhart dalla quale ebbe svariati figli che si dedicarono alla musica:
1) Teresa (Vienna 1810 - Roma 22 ottobre 1898) moglie di Domenico Franzani (+ 17 aprile 1873)
da non confondere con l'omonima cugina, (1794 - 20 giugno 1848), figlia dello zio Gaetano Terziani e moglie di Jacopo Ferretti.
2) Candida (Vienna 1812) sposata Piccardi, valente pianista.
3) Gustavo (Vienna 17 febbraio 1813 - Roma 31 agosto 1837) compositore, morto durante l'epidemia di colera.
4) Alberta (Roma 1817 - Tivoli 16 settembre 1879) moglie di Luigi Filonardi, madre del politico Vincenzo Filonardi, governatore della Somalia.
5) Eugenio (Roma 30 luglio 1824 - 30 giugno 1889) coniugato con Erminia Pozzi (Roma 1828 - 18 agosto 1918)

## Lavori
- Il geloso imprudente (opera)
- Creso (opera)
- 2 oratori
- Numerosi lavori sacri (messe, graduali, offertori, antifone, salmi, inni, mottetti e altri lavori minori)